# Srebrny Surfer

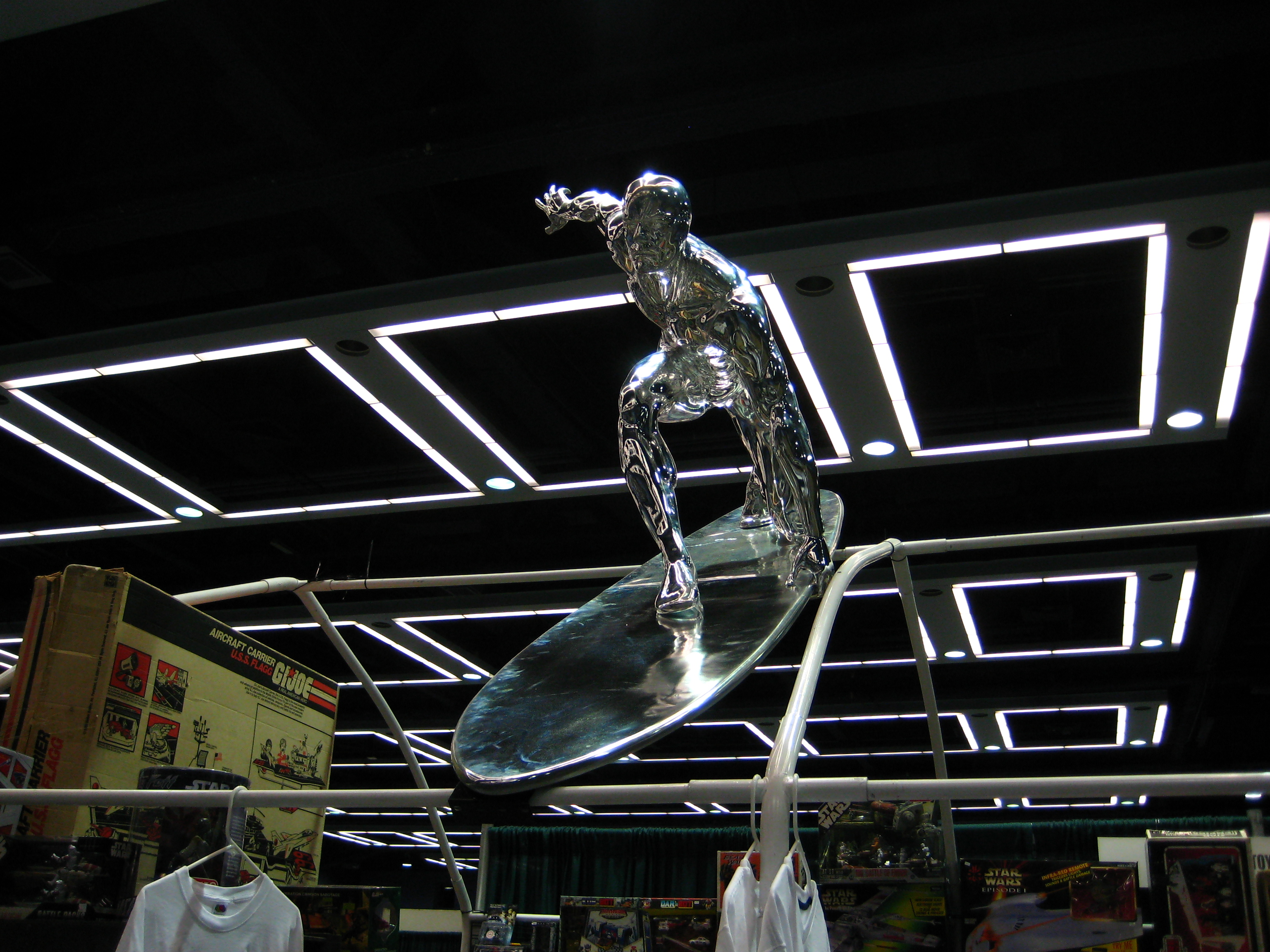
Pomnik Srebrnego Surfera na Emerald City ComicCon 2008

Srebrny Surfer (ang. Silver Surfer), wł. Norrin Radd – fikcyjna postać, superbohater ze świata stworzonego przez firmę Marvel Comics.
Po raz pierwszy pojawił się w 48. zeszycie komiksu Fantastyczna Czwórka w 1966 roku.

## Historia
Gdy pewnego dnia Galactus – „pożeracz światów” zaatakował planetę Zenn-La. Norrin Radd wystąpił do niego z propozycją, by nie niszczył jego świata, a w zamian miał się stać posłańcem wyszukującym nowe posiłki. Wykorzystał jedyną słabość najpotężniejszej istoty we Wszechświecie: Nic nie może zagrozić Galactusowi, ale wieczny głód zagraża jego istnieniu. Lęka się, że nie znajdzie nowej planety na czas. Norrin Radd planował wysyłać go tylko do planet bez inteligentnych form życia, ale kipiących energią. Galactus przewidział to. Wyczyścił mu pamięć i umniejszył zdolności społeczne, przez co plan Norrina się nie powiódł. Aby ułatwić zadanie swemu słudze Galactus dał mu nowe ciało. Nie musiał jeść, pić, oddychać. Obdarzył także częścią swojej mocy, przez co był niepokonany w walce, zazwyczaj. A także czułym zmysłem wyszukującym energię. Nowe ciało było błyszczące i srebrne. Dostał także srebrną deskę podobną do surfingowej, dzięki której poruszał się z prędkością nadświetlną. Po pewnym czasie, Srebrny Surfer zbuntował się przeciwko Galactusowi. Po wielu zniszczonych planetach zaczął odczuwać wyrzuty sumienia i z czasem przypomniał sobie wszystko ze swojej poprzedniej tożsamości. Galactus będąc pod wrażeniem iż tylko on zdołał zmusić go do przerwania posiłku (ofiarą była Ziemia) pozwolił mu odejść. Ale wyrzucił jego planetę w tak odległy kosmos, że nawet on sam nie wiedział gdzie jest. Srebrny Surfer zachował wszystkie podarowane moce nie jako błogosławieństwo, ale jako klątwę Galactusa. Wiecznie tułający się, znienawidzony przez wszystkich, którzy zdołali ewakuować się z planet, które pomógł zmienić w nieurodzajne pustynie. Podczas swoich podróży Norrin Radd spotyka m.in. niesamowicie inteligentnych naukowców z planety Karades czy Ziemiankę, Novę, która została nowym posłańcem Galactusa. Jednak tym razem nie odebrał jej pamięci i pozwolił naprowadzać się na planety z energią, ale bez inteligentnych istot.

## Nawiązania
- Srebrny Surfer został razem z Galaktusem sparodiowany w odcinku 4b serialu Laboratorium Dextera. Ten pierwszy to Silver Spooner czyli Srebrna Łyżka. Łyżka pełni rolę deski. Ten drugi to Barbequor. Używa Słońca jako ognia do wielkiego grilla. A wszystkie planety Układu Słonecznego nakłuwa by zrobić szaszłyk.